# A13 (autoestrada)
A A13 ou Autoestrada do Pinhal Interior é uma autoestrada portuguesa, que liga Coimbra com Marateca, ligando as sub-regiões Região de Coimbra, Região de Leiria e Médio Tejo, pertencendo à Região Centro, com as sub-regiões Lezíria do Tejo e Alentejo Central, pertencendo à Região do Alentejo, tendo uma extensão total de 162,5 km.
Atualmente, consiste em dois troços separados entre si:
- Marateca – Almeirim — troço que estabelece a ligação natural entre o Sul de Portugal (Alentejo e Algarve) e as regiões a norte de Lisboa, interligando a A 2 — Autoestrada do Sul e a A 6 — Autoestrada do Alentejo, na Marateca, à A 1 — Autoestrada do Norte, em Almeirim/Santarém. A construção deste troço estava prevista no Plano Rodoviário Nacional e a responsabilidade pela sua construção (e manutenção) foi concessionada à Brisa em 1997.[3][4] Com uma extensão de 76 km, foi concluído em 2005.
- Entroncamento – Coimbra — troço que estabelece a ligação entre a A23 (antigo IP6), no Entroncamento, e Coimbra, passando por Tomar e pela subregião do Pinhal Interior Norte. A construção deste troço não estava prevista no Plano Rodoviário Nacional, que em vez disso previa a construção do IC3 com perfil de via rápida com 1 faixa de rodagem.[3] De facto, quando em 2008[5] o governo (de José Sócrates) anunciou o lançamento da subconcessão Pinhal Interior para construir este novo troço, na altura já estavam em funcionamento alguns lanços da via rápida IC3; estes lanços acabariam por vir a ser destruídos para a construção da autoestrada (caso da variante de Tomar) ou desclassificados para o tráfego local (caso da variante de Avelar). A subconcessão Pinhal Interior foi entregue à Ascendi em 2010.[6] Com uma extensão de 83 km, o troço Entroncamento–Coimbra da A13 foi concluído em 2014. No início de 2024, o custo dos pórticos neste troço foi reduzido.[7] Após a proposta do fim das portagens eletrónicas nas ex-SCUTs do interior, aprovada a 2 de maio de 2024, passou a não ter cobrança de portagem em 1 de janeiro de 2025.[8][9]

Entre a Marateca e Almeirim a A13 é concessionada pela Brisa, e portajada por meio de portagem física. No troço entre a A23 e Ceira a A13 pertence à subconcessão do Pinhal Interior, concessionada pela Ascendi. Neste troço tinha portagem eletrónica, estando o tráfego local isento de pagamento, isto é, as viagens entre dois nós sucessivos estão isentas de pagamentos, à exceção lanço Avelar Sul / Avelar Norte em que todo o tráfego pagava portagem.

## Estado dos Troços
| Troço                                   | Situação | km   | Concessão |
| --------------------------------------- | --- | ---- | --------- |
| Marateca ( A 2 / A 6 ) – Santo Estêvão  | Em serviço (30-04-2002) | 29,5 | Brisa     |
| Santo Estêvão – Almeirim                | Em serviço (01-02-2005) | 49,2 | Brisa     |
| Almeirim – Chamusca                     | Em projeto, antiga Declaração de Impacto Ambiental (DIA) expirada | 28,7 | --        |
| Chamusca – Golegã                       | Em projeto, antiga Declaração de Impacto Ambiental (DIA) expirada | 5,5  | --        |
| Golegã – Vila Nova da Barquinha         | Em projeto, antiga Declaração de Impacto Ambiental (DIA) expirada | 6    | --        |
| Vila Nova da Barquinha – A 23           | Duplicação do atual IC 3 em projeto, antiga Declaração de Impacto Ambiental (DIA) expirada                                                                                    | 3,4  | --        |
| Entroncamento ( A 23 ) – Atalaia (N110) | Em serviço (1993) com formato de via rápida com 1 faixa ( IC 3 ) Duplicado (2005-2006) para formato de via rápida com 2 faixas ( IC 3 ) Reclassificado (01-11-2011) para A 13 | 0,8  | Ascendi   |
| Atalaia (N110) – Tomar (sul)            | Em serviço (22-11-2006) com formato de via rápida com 2 faixas ( IC 3 ) Reclassificado (01-11-2011) para A 13                                                                 | 8    | Ascendi   |
| Tomar (sul) – IC9                       | Em serviço (2001) com formato de via rápida com 1 faixa ( IC 3 ) Em serviço (01-03-2013) com formato de autoestrada ( A 13 )                                                  | 8    | Ascendi   |
| IC9 – Alviobeira (N110)                 | Em serviço (2001) com formato de via rápida com 1 faixa ( IC 3 ) Em serviço (21-12-2012) com formato de autoestrada ( A 13 )                                                  | 6,3  | Ascendi   |
| Alviobeira (N110) – Alvaiázere          | Em serviço (21-12-2012) | 20,3 | Ascendi   |
| Alvaiázere – Avelar (norte)             | Em serviço (01-02-2013) | 20,8 | Ascendi   |
| Avelar (norte) – Almalaguês (Condeixa)  | Em serviço (01-12-2012) | 11,8 | Ascendi   |
| Almalaguês (Condeixa) – Ceira (Coimbra) | Em serviço (25-04-2014) | 7    | Ascendi   |
| Ceira (Coimbra) – Souselas ( IP 3 )     | Em projeto | 12   | Ascendi   |

## Troços

### Marateca – Almeirim
A A13 inicia-se na Marateca, cruza Santo Isidro de Pegões, Santo Estêvão, liga-se à A 10 e ruma ao norte, Salvaterra de Magos, para terminar na lezíria ribatejana na cidade de Almeirim (provisoriamente, porque vai acabar em Coimbra).
Tendo em conta que no nó da Marateca também interliga a A6, esta auto-estrada permite a ligação rápida entre o Alentejo (Évora e Montemor-o-Novo) e o norte do País. Aquando da sua construção, o seu objectivo era o de facilitar as ligações entre o norte do país e o Alentejo e o Algarve de modo a que estas não fossem obrigadas a passar por Lisboa. No entanto, em 2007, com a abertura da Ponte da Lezíria e conclusão da A 10, o troço entre Almeirim e Benavente perdeu tráfego - em virtude de a variante a Santarém do IC 10 não estar ainda concluída passou a ser mais rápido aos condutores que vêm de norte utilizar a A 10 e só depois entrar na A 13 em direcção a sul.
Este troço é possivelmente uma das melhores autoestradas de Portugal, contando com curvas muito amplas, longas retas, nós com um grande espaçamento entre si e uma larga vala a separar as duas faixas de rodagem.
O troço entre Marateca e Almeirim da A13 está concessionado à Brisa. A concessão da construção e manutenção deste troço foi atribuída a esta empresa em 1997 e terminará em 2035. O primeiro lanço (entre Marateca e Santo Estêvão) abriu em 2002 e o segundo (entre Santo Estêvão e Almeirim) foi inaugurado em 2005. Todo este tramo tem portagens físicas. Em Almeirim, fim deste troço da A13, existe uma praça de portagens em plena via. Por outro lado, na Marateca, início da A13, esta autoestrada interliga-se com duas outras autoestradas com portagens (A2 e A6), pelo que não existe nenhuma praça de portagens em plena via.
Uma vez que esta é uma autoestrada com portagens, o Plano Rodoviário Nacional prevê a existência de uma estrada estatal para servir de alternativa gratuita; neste caso, é a N10 entre Marateca e Porto Alto e a N118 entre Porto Alto e Almeirim. Apesar disso, à data de 2018, estas rodovias não tinham o perfil de estrada nacional preconizado pelo Plano, pelo que não se constituíam inteiramente como alternativas à A13: quer a N118, quer a N10 continuavam a atravessar o interior de diversas localidades (como é o caso de Pegões, Benavente e Salvaterra de Magos) e tinham um traçado sinuoso nalgumas partes do seu percurso.

### Almeirim – Entroncamento (em projeto)
O Plano Rodoviário Nacional de 2000 previa que entre Almeirim e Coimbra o IC3 fosse construído em perfil de via rápida com 1 faixa de rodagem. Em agosto de 2009, o governo português lançou a subconcessão Ribatejo, que entre outras obras previa a construção da secção do IC3 entre Almeirim e o Entroncamento com perfil de autoestrada (pelo que este troço também seria integrado na A13). Neste troço estava incluída a construção de uma nova ponte sobre o rio Tejo que substituiria a Ponte Isidro dos Reis. Contudo essa concessão foi suspensa em fevereiro de 2010. Um mês depois desta decisão governamental, a Agência Portuguesa do Ambiente concluiu os estudos ambientais necessários à construção desta secção da A13; a Agência deu um parecer favorável à construção do lanço Chamusca–Entroncamento em março de 2010 e já tinha dado parecer favorável para a construção do lanço Almeirim–Chamusca em janeiro de 2008.

### Entroncamento – Coimbra
O segundo troço em funcionamento da A13 começa no Entroncamento, onde entronca com a A23 (antigo IP6), e daqui segue para norte atravessando Tomar, Ferreira do Zêzere, Alvaiázere, Penela, Condeixa e Coimbra. Quando a construção deste troço foi lançada, estava previsto que fosse também construído um lanço entre Coimbra e o IP3. Contudo, a construção deste lanço foi retirada da subconcessão Pinhal Interior em 2012, pelo que atualmente a A13 termina em Coimbra Sul, num nó com a N17.
Embora este troço seja o mais recente da A13, tem um traçado mais sinuoso que o troço Marateca–Almeirim; também tem mais nós por quilómetro e apenas uma barreira de New Jersey a separar as duas faixas de rodagem.
O troço entre a A 23 e Coimbra da A13 está concessionado à Ascendi, no contexto da subconcessão Pinhal Interior. A empresa recebeu a responsabilidade pela construção e manutenção deste troço da A13 em 2010 e a concessão terminará em 2040. O primeiro lanço mais não foi do que a reclassificação do tramo Entroncamento–Tomar Sul de IC3 para A13, em 2011. O último lanço (entre Almalaguês e Coimbra) foi aberto em 2014. O troço Entroncamento–Coimbra da A13 teve portagens, que são cobradas através de pórticos de portagem eletrónica. Existia um sistema de isenções para o tráfego local que consiste em que as viagens entre dois nós sucessivos estão isentas de pagamentos. Contudo, no lanço Avelar Sul–Avelar Norte todo o tráfego pagava portagem. A partir de 1 de janeiro de 2025 todo este troço deixou de ser pago através de portagens.
Como já se referiu, a construção deste troço da A13 não estava prevista no Plano Rodoviário Nacional. Uma vez que o Plano previa, em vez de uma autoestrada com portagens, a construção da via rápida IC3, sem portagens, o Plano não previu a existência de qualquer estrada estatal alternativa ao IC3. Assim sendo, a N110 (que historicamente também liga o Entroncamento a Coimbra) não foi incluída nem na rede de Estradas Nacionais nem na rede de Estradas Regionais do Plano, e estava previsto que esta estrada fosse municipalizada e se destinasse a servir o tráfego local (à semelhança do que aconteceu com outras estradas nacionais paralelas a vias rápidas, como a antiga N15 em relação ao IP4 ou a antiga N122 em relação ao IC27). Assim sendo, a N110 nunca recebeu melhorias significativas no seu traçado e, à data de 2018, esta rodovia não tinha o perfil de estrada nacional preconizado pelo Plano, pelo que não se constituía inteiramente como uma alternativa à A13. À data de 2018, a N110 atravessava o interior de diversas localidades (como a cidade de Tomar e numerosas aldeias ao longo do seu percurso) e tinha um traçado sinuoso na maior parte do seu percurso (com a notável exceção da variante de Avelar, originalmente construída para a via rápida IC3).
O troço da via rápida IC3 entre a A23 (antigo IP6), no Entroncamento, e Alviobeira/Tomar Norte (23 km concluídos entre 1993 e 2006) foi aproveitado para o traçado da A13: entre a A23 e Tomar Sul já tinha 2 faixas de rodagem e sofreu ligeiras melhorias; já entre Tomar Sul e Alviobeira (a variante de Tomar) o IC3 foi destruído, pois a A13 foi construída «por cima» dele. Embora o lanço Entroncamento–Alviobeira da A13 tenha resultado do aproveitamento de estradas já existentes, também nele foram introduzidas portagens eletrónicas, o que gerou controvérsia na região.

### IC10
A A 13 tem, através do IC10, um acesso à A1 em Santarém.

### A13-1
A A 13 tem, através da A13-1, um acesso à A1 em Condeixa-a-Nova.

## Nós de Ligação e Portagens

### Marateca - Almeirim
| Número da saída                       | km                                        | Destinos                                                | Estrada que liga  |
| ------------------------------------- | ----------------------------------------- | ------------------------------------------------------- | ----------------- |
| 1                                     | 0                                         | Lisboa / Setúbal ALGARVE / Alcácer Évora / Vendas Novas | A 2 ( 7) A 6 ( 1) |
| 2                                     | 10                                        | Santo Isidro de Pegões Montijo                          | N 4               |
| 3                                     | 30                                        | Santo Estevão V. Franca Alcochete Coruche               | N 119             |
| 4                                     | 41                                        | Benavente Carregado                                     | A 10              |
| 5                                     | 53                                        | Foros de Salvaterra Salvaterra de Magos                 | N 114-3           |
| Praça de Portagem de Almeirim (km 75) |                                           |                                                         |                   |
| Início Do Troço Comum com o IC10      |                                           |                                                         |                   |
| 6                                     | 76                                        | Almeirim Coruche                                        | N 114             |
| 7                                     | 80                                        | Santarém Almeirim                                       | N 118 IC10        |
|                                       | Continua como IC10 até Santarém           |                                                         |                   |
|                                       | Troço Almeirim - Entroncamento em projeto |                                                         |                   |

### Entroncamento – Coimbra
| Número da saída | km  | Destinos                                            | Estrada que liga |
| --------------- | --- | --------------------------------------------------- | ---------------- |
|                 |     | proveniente de Vila Nova da Barquinha Entroncamento | IC 3             |
| \| 14           | 119 | Lisboa / Torres Novas Castelo Branco / Abrantes     | A 23 ( 4)        |
| 15              | 119 | Atalaia                                             | N 110            |
| 16              | 123 | Asseiceira                                          | N 110            |
| 17              | 127 | Tomar (sul) Santa Cita                              | N 110            |
| 18              | 133 | Tomar (centro)                                      |                  |
| 19              | 135 | Tomar (norte) Ourém Fátima                          | IC 9 N 110       |
| 20              | 142 | Ferreira do Zêzere / Sertã Alviobeira               | N 238 M 528      |
| 21              | 147 | Ferreira do Zêzere (norte) Pias                     | N 348            |
| 22              | 156 | Cabaços Beco                                        | N 110 M 520-1    |
| 23              | 162 | Alvaiázere                                          | N 110            |
| 24              | 172 | Pombal / Ansião C. Branco / Fig. Vinhos             | IC 8             |
| 25              | 183 | Penela Espinhal                                     | R 347            |
| 26              | 190 | Miranda do Corvo Lousã                              | N 342            |
| 27              | 195 | Almalaguês Condeixa A 1                             | N 342 A 13-1     |
| 28              | 202 | Coimbra (sul) Ceira                                 | N 17             |

## Áreas de serviço
- Área de Serviço do Montijo (km 16)
- Área de Serviço de Salvaterra de Magos (km 60)
- Área de Serviço de Tomar (km 125) → Projetada (terraplanagens concluídas, construção de infraestruturas suspensa)
- Área de Serviço de Alvaiázere (km 167) [32]

## Estudos de impacto ambiental
- Resumo Não Técnico do IC3 — Chamusca / Almeirim. Julho de 2007
- Resumo Não Técnico do IC3 — Tomar / Coimbra. Novembro de 2007
- Resumo Não Técnico do IC3 — Vila Nova da Barquinha / Golegã / Chamusca - Incluindo Nova Travessia do Tejo. Maio de 2009

## Contratos de concessão
- Bases da Concessão — Brisa. 30 de Dezembro de 2008
- Minuta do contrato de concessão — Brisa. 31 de Dezembro de 2008
- Contrato de Subconcessão — Pinhal Interior. 2009